# Pentapora foliacea
A Pentapora foliacea a szájfedő nélküliek (Gymnolaemata) osztályának a Cheilostomatida rendjébe, ezen belül a Bitectiporidae családjába tartozó faj.

## Előfordulása
A Pentapora foliacea előfordulási területe az Észak-Atlanti-óceán keleti része. Az Északi-tengertől, a La Manche csatornáig, valamint a Brit-szigetek között található meg.

## Életmódja
Szilárd tárgyakhoz rögzülve él. Táplálékát a vízben sodródó szerves részecskék alkotják.

## Források

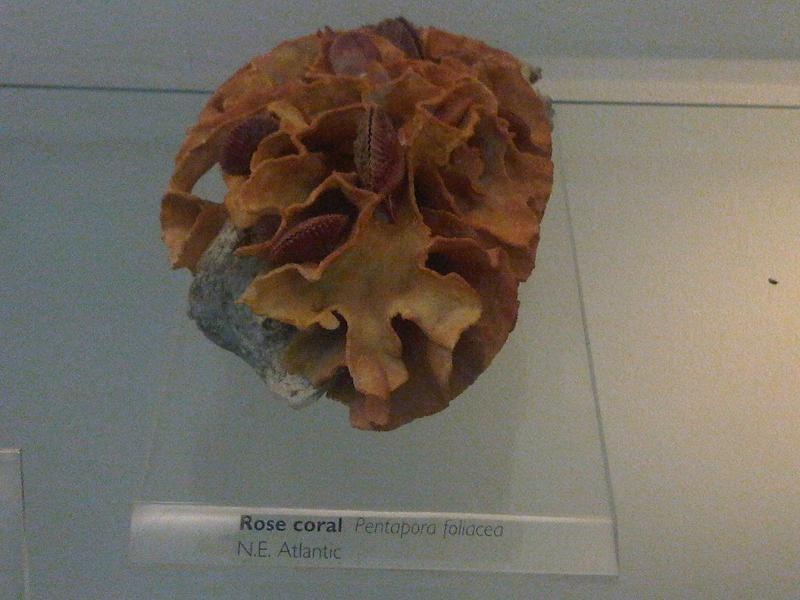
Az állat váza a londoni Természettudományi Múzeumban